# Elena di Mosca
Elena di Mosca (in russo Елена Ивановна?; in lituano Elena; in polacco Helena Moskiewska; Mosca, 19 maggio 1476 – Braslaw, 20 gennaio 1513) è stata una principessa russa, come figlia di Ivan III il Grande.

## Biografia
Elena, chiamata in onore della sua bisnonna Elena Dragaš, era la figlia di Ivan III di Russia, e della sua seconda moglie, Sofia Paleologa, nipote dell'imperatore bizantino Costantino XI Paleologo. Elena era una sorella maggiore del grande principe di Mosca, Vasili III di Russia. Poco si sa dell'infanzia di Elena a Mosca, ma si sa che era una persona colta e molto attraente.

## Matrimonio
Quando Elena aveva otto anni, Jan Zabrzeziński e Ivan Yuryevich Patrikeyev hanno discusso di un matrimonio tra Elena e uno dei figli del re polacco Casimiro IV. All'epoca la Polonia stava cercando alleati nella guerra polacco-ottomana, che scoppiò dopo che gli Ottomani conquistarono Kilija e Bilhorod-Dnistrovskyi, due importanti porti sul mar Nero. Nel 1489, Federico III cercava un'alleanza russa nella guerra austro-ungherese e contro le rivendicazioni polacche al Regno d'Ungheria, che erano basate sull'eredità della regina polacca Elisabetta d'Austria. L'imperatore chiese le mani di Elena e della sorella minore Teodosia, ma Ivan III ha rifiutato. Allo stesso tempo, il fratello di Sofia, Andrea Paleologo, in consultazione con Filippo Buonaccorsi, le consigliò di cercare un'alleanza con la Polonia. Nondimeno, un'alleanza tra l'imperatore e Mosca senza un accordo matrimoniale fu conclusa nell'agosto del 1490. L'alleanza perse la sua rilevanza dopo la pace di Pressburg (1491).
Nell'agosto del 1492, poco dopo la morte di Casimiro IV, Ivan III attaccò il Granducato di Lituania, lanciando quella che sarebbe diventata una serie di Guerre moscovito-lituane. Giovanni I Alberto divenne re di Polonia mentre Alessandro Jagellone divenne Granduca di Lituania. L'esercito moscovita ebbe successo e una pace con Mosca, garantita da un matrimonio tra Alessandro ed Elena, divenne una priorità per la Lituania. Il 5 febbraio 1494 fu concluso un trattato di pace "eterno". L'accordo segnò le prime perdite territoriali lituane a Mosca: il Principato di Vyazma e una regione considerevole nella parte alta del fiume Oka. Un giorno dopo la conferma ufficiale del trattato, Elena fu promessa in sposa ad Alessandro Jagellone (il ruolo dello sposo fu interpretato da Stanislovas Kęsgaila).

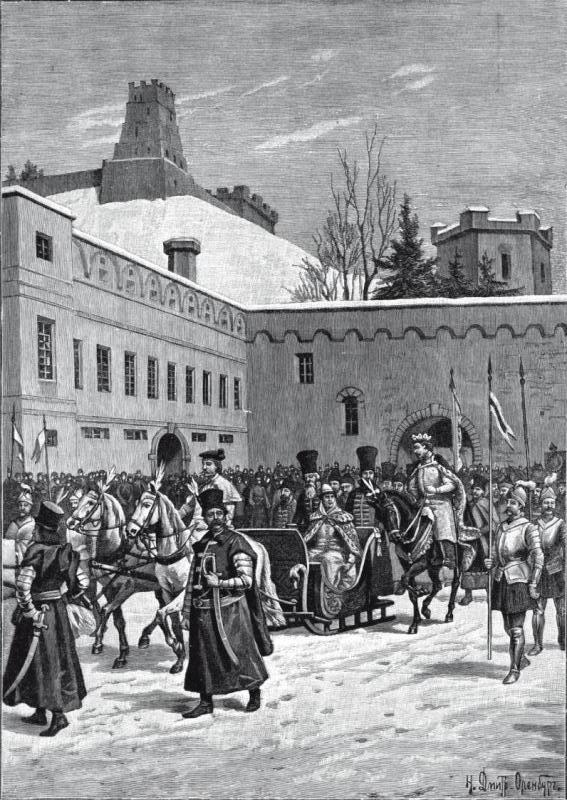
Incontro tra Alessandro Jagellone ed Elena a Vilnius (dipinto di Nikolai Dmitriev-Orenburgsky)

### Granduchessa senza corona di Lituania
La fede ortodossa di Elena ha creato una serie di complicazioni. Alessandro dovette ricevere un permesso speciale da papa Alessandro VI per sposare una non cattolica e firmare un accordo formale con Ivan III nell'ottobre del 1494 che Elena non sarebbe stata costretta a convertirsi. Alessandro voleva aggiungere che, se lo desiderava lei stessa, Elena poteva convertirsi, ma Ivan III respinse categoricamente l'emendamento. Ivan III lasciò Elena con istruzioni dettagliate su come comportarsi, chi invitare a pranzo, dove pregare (le fu vietato visitare le chiese cattoliche). Ivan III chiese anche che Alessandro costruisse una chiesa ortodossa nel complesso dei castelli di Vilnius. Nel gennaio del 1495, Elena, accompagnata da ottanta nobili e servi, partì da Mosca verso Vilnius. Raggiunse la città il 15 febbraio 1495, e lo stesso giorno la coppia si sposò. La cerimonia è stata una combinazione complessa di tradizioni cattoliche e ortodosse. Era vestita con un abito da sposa tradizionale russo. La cerimonia nuziale è stata officiata dal cattolico Wojciech Tabor, vescovo di Vilnius, e dal religioso ortodosso Foma, sacerdote che ha accompagnato Elena da Mosca. Secondo quanto riferito, Elena non portò molta dote (gioielli, tre icone, piatti d'argento e dorati, tessuti costosi, pellicce, una carrozza con cavalli) e Alessandro non le regalò terre dopo le nozze (lo fece solo nell'agosto del 1501).
A Vilnius, Elena ha affrontato una delicata situazione politica. Ad esempio, sembra che la regina Elisabetta fosse intenzionalmente in ritardo rispetto al matrimonio di suo figlio e continuasse a fare pressioni sulla sua conversione. Elena rifiutò ed Elisabetta se ne andò insultata e arrabbiata non solo con Elena ma anche con Alessandro. Da una parte, Elena voleva evitare un conflitto con la nobiltà e il clero cattolico, dall'altra doveva obbedire a suo padre. Ivan III inviava lettere segrete con istruzioni politiche, ma non prese parte agli intrighi politici di suo padre ed è stata leale e obbediente nei confronti del marito. Fece donazioni alla chiesa e al monastero ortodossi dello Spirito Santo a Vilnius, una chiesa a Minsk e a Supraśl Lavra, ma non ha fatto grandi gesti a sostegno dell'ortodossia. Non protestò quando nel maggio 1495 i suoi servitori russi furono rispediti a Mosca con l'accusa di essere agenti e spie russe. Anche nella vita quotidiana la coppia ha affrontato lotte. Ad esempio, quando viaggiavano, Alessandro entrava in una città da solo, come era consuetudine andare in una chiesa dopo la ricezione ufficiale; Elena sarebbe entrata in città qualche ora dopo. Nonostante le tensioni politiche e religiose, il matrimonio fu amorevole e la coppia reale rimase unita. Sembra che Elena sia rimasta incinta due volte (nel 1497 e nel 1499), ma entrambe le gravidanze si sono concluse con aborti spontanei. Alcuni storici vedono l'influenza di Elena nella donazione di Alessandro del 1497 al Monastero di San Michele a Mosca, del 1499 al clero ortodosso e del 1504 alle garanzie di libertà religiosa per i contadini ortodossi, tuttavia è dubbio come Elena fosse passiva in politica e ha cercato di evitare i conflitti.
Intorno al 1498, Joseph Bolharynovich, metropolita di Kiev, e Wojciech Tabor, vescovo di Vilnius, tentarono di persuadere Elena a sostenere un'unione delle chiese come era stata prevista al Concilio di Firenze - gli ortodossi avrebbero mantenuto le loro tradizioni, ma avrebbero accettato il papa come il loro sovrano spirituale. Elena rifiutò, ma Ivan III lo usò come uno dei motivi quando rinnovò la guerra con la Lituania nel maggio del 1500. All'epoca la Polonia, alleata della Lituania, era impegnata nella guerra polacco-ottomana e non poteva correre in suo aiuto. L'esercito moscovita segnò vittorie nelle battaglie di Vedrosha e Mstislavl e conquistò diverse fortezze lituane.

### Regina senza corona di Polonia
La situazione di Elena si complicò ulteriormente quando Giovanni I Alberto morì nel giugno del 1501 e Alessandro fu eletto nuovo re di Polonia nell'ottobre del 1501. La nobiltà polacca non voleva una regina ortodossa e la obbligò a convertirsi. I nobili polacchi, tra cui il vescovo Erazm Ciołek e il cardinale Fryderyk Jagiellończyk, hanno discusso la questione di un divorzio reale. Da papa Alessandro VI ottennero l'assoluzione di Alessandro dal giuramento coniugale e dai doveri verso Elena, nonché dalla promessa fatta a Ivan III di non costringere Elena a convertirsi. Il papa andò oltre e ordinò ad Alessandro di sforzarsi di convincere Elena a convertirsi. Nonostante i loro sforzi, Elena non si convertì e la coppia reale rimase unita. Quando i sacerdoti di Cracovia insultarono Elena durante un servizio ortodosso in una delle cappelle della cattedrale di Wawel, Alessandro scrisse a suo fratello Fryderyk chiedendo di disciplinare i sacerdoti. Alessandro donò delle terre vicino a Minsk e Mogilev a Elena per assicurare la sua indipendenza finanziaria. Alessandro fu incoronato re di Polonia nel dicembre 1501; come aderente alle credenze ortodosse orientali, Elena non era idonea a diventare regina della Polonia e non fu mai incoronata. Ufficialmente era solo "moglie del Granduca di Lituania" ma si definiva regina. Alessandro ottenne la rescissione degli ordini di papa Alessandro di convertirla al cattolicesimo da papa Giulio II nell'agosto 1505.
I negoziati di pace tra Lituania e Mosca incominciarono a metà del 1502. Elena non era stata direttamente coinvolta nei negoziati. Nel marzo 1503, gli inviati lituani portarono le sue lettere a vari membri della sua famiglia a Mosca. La sua appassionata richiesta a Ivan III di porre fine alla guerra e portare la pace è spesso citata come prova della sua intelligenza e devozione ai suoi sudditi lituani, ma la lettera potrebbe essere un prodotto dei diplomatici lituani. Ivan III rispose rimproverando sua figlia. Tuttavia, si concluse con una tregua di sei anni; il Granducato di Lituania perse circa 210 000 chilometri quadrati del suo territorio.
Nel giugno 1505, Alessandro subì un ictus che paralizzò il lato sinistro del corpo. Durante l'estate la sua salute migliorò abbastanza da permettergli di cavalcare. Nell'ottobre del 1505, il padre di Elena, Ivan III, morì lasciando il fratello Vasili III sul trono russo. La tensione tra Lituania e Mosca diminuì quando il nuovo sovrano voleva consolidare il suo potere senza incominciare un'altra guerra. Nella primavera del 1506, la salute di Alessandro si deteriorò dopo un viaggio estenuante da Lublino a Vilnius e un trattamento medico inappropriato. Nonostante il peggioramento delle sue condizioni, Alessandro chiamò Seimas a Lida in modo che potesse trasferire il titolo di Granduca di Lituania al fratello Sigismondo I Vecchio. A Lida, Alessandro scrisse le sue ultima volontà chiedendo a Sigismondo di prendersi cura di Elena. I Seimas furono interrotti dalla notizia di un'invasione del Khanato di Crimea. Il re fu evacuato frettolosamente a Vilnius, indebolendo ulteriormente la sua salute, mentre Michael Glinski organizzò la difesa e vinse la battaglia di Kletsk.

### Vedovanza
Alessandro morì il 19 agosto 1506. Elena aveva trent'anni e non aveva figli. Voleva tornare a Mosca, ma il maresciallo Wojciech Kłoczko e altri nobili la costrinsero a rimanere a Vilnius. Il fratello di Elena, Vasili III, tentò di usare la sua influenza in un tentativo infruttuoso di diventare re di Polonia e Granduca di Lituania, ma Elena rifiutò di interferire. Il rapporto tra Elena e suo cognato Sigismondo sembra essere stato freddo ma educato. Ha continuato a vivere nel Complesso del Castello di Vilnius e nel gennaio 1507 ha ottenuto ulteriori terreni a Brańsk e Suraż. La guerra moscovita-lituana riprese nell'aprile del 1507. Elena e il suo entourage furono di nuovo al centro di intrighi politici. Vasili III, proprio come suo padre, sosteneva che Elena fosse costretta a convertirsi e addirittura affermò che Sigismondo tentasse di avvelenarla. Le voci circolarono sul fatto che Elena aiutasse il ribelle Michael Glinski che disertò a Mosca, ma l'accusa non aveva prove. Tuttavia, la guerra terminò nell'ottobre del 1508.
Nel 1511, Elena espresse il suo desiderio di tornare a Mosca, ma Sigismondo non glielo permise. Il rapporto tra Lituania e Mosca rimase teso. Sigismondo e i suoi consiglieri temevano che Elena potesse fornire preziose informazioni a Vasili III. Inoltre, Elena aveva uno stile di vita piuttosto frugale e accumulava una notevole ricchezza. Sigismondo voleva che quei soldi rimanessero in Lituania anziché essere portati a Mosca dove potevano essere utilizzati per finanziare l'esercito moscovita. Inoltre non voleva ulteriori complicazioni per un eventuale trasferimento delle proprietà terriere lituane di Elena a un principe russo. Elena decise di tornare a Mosca in segreto. Lasciò i suoi soldi - quattordici grandi forzieri d'oro, argento e gioielli - in un monastero francescano a Vilnius. Il piano prevedeva che lei incontrasse gli uomini di Vasili a Braslaw, che apparteneva a lei e che si trovava al confine tra la Lituania e la Russia. Il piano fu divulgato da un servitore e i francescani rifiutarono di spedire le scatole. Elena fu arrestata e detenuta a Trakai e in seguito a Birštonas.

## Morte
Tale trattamento fece arrabbiare suo fratello Vasili III. Sigismondo rispose che Elena non fu arrestata, ma semplicemente avvertì che vivere vicino al confine instabile era pericoloso. La situazione divenne un pretesto per un'altra guerra tra Lituania e Mosca. Nel 1513, Elena raggiunse Braslaw e vi morì improvvisamente. Secondo una voce, è stata avvelenata da Mikołaj Radziwiłł. Non si sa cosa sia successo ai soldi di Elena che ha lasciato presso i francescani in quanto non vi è alcuna testimonianza che Sigismondo l'abbia ereditata. Gli storici hanno proposto una teoria secondo cui Elena è stata assassinata da Radziwiłł per rubare i soldi, ma non può essere dimostrata. Vasili III chiese a Sigismondo i beni di Elena, sia in denaro sia in terre, e indagò sulla sua morte.
Fu sepolta nella cattedrale della Theotokos a Vilnius.

## Ascendenza
|                      |                      |                                      | Genitori                 |  |  | Nonni |  |  | Bisnonni            |  |  | Trisnonni          |  |
|                      |                      |                                      |                          |  |  |       |  |  | Basilio I di Russia |  |  | Demetrio di Russia |  |
|                      |                      |                                      |                          |  |  |       |  |  | Basilio I di Russia |  |  | Demetrio di Russia |  |
|                      |                      | Eudocia di Mosca                     |                          |  |  |       |  |  | Basilio I di Russia |  |  |                    |  |
| Basilio II di Russia |                      |                                      |                          |  |  |       |  |  | Basilio I di Russia |  |  |                    |  |
|                      |                      | Sofia di Lituania                    | Vitoldo                  |  |  |       |  |  |                     |  |  |                    |  |
|                      |                      | Sofia di Lituania                    | Vitoldo                  |  |  |       |  |  |                     |  |  |                    |  |
|                      |                      | Sofia di Lituania                    | Anna di Lituania         |  |  |       |  |  |                     |  |  |                    |  |
| Ivan III di Russia   |                      | Sofia di Lituania                    |                          |  |  |       |  |  |                     |  |  |                    |  |
|                      |                      | Yaroslav Vladimirovich               | Vladimiro il Temerario   |  |  |       |  |  |                     |  |  |                    |  |
|                      |                      | Yaroslav Vladimirovich               | Vladimiro il Temerario   |  |  |       |  |  |                     |  |  |                    |  |
|                      |                      | Yaroslav Vladimirovich               | Elena di Lituania        |  |  |       |  |  |                     |  |  |                    |  |
| Maria di Borovsk     |                      | Yaroslav Vladimirovich               |                          |  |  |       |  |  |                     |  |  |                    |  |
|                      |                      | Maria Feodorovna Goltiayeva Koshkina | Feodor Koshka            |  |  |       |  |  |                     |  |  |                    |  |
|                      |                      | Maria Feodorovna Goltiayeva Koshkina | Feodor Koshka            |  |  |       |  |  |                     |  |  |                    |  |
|                      |                      | Maria Feodorovna Goltiayeva Koshkina | …                        |  |  |       |  |  |                     |  |  |                    |  |
| Elena                |                      | Maria Feodorovna Goltiayeva Koshkina |                          |  |  |       |  |  |                     |  |  |                    |  |
|                      | Manuele II Paleologo | Giovanni V Paleologo                 |                          |  |  |       |  |  |                     |  |  |                    |  |
|                      | Manuele II Paleologo | Giovanni V Paleologo                 |                          |  |  |       |  |  |                     |  |  |                    |  |
|                      | Manuele II Paleologo | Elena Cantacuzena                    |                          |  |  |       |  |  |                     |  |  |                    |  |
| Tommaso Paleologo    | Manuele II Paleologo |                                      |                          |  |  |       |  |  |                     |  |  |                    |  |
|                      |                      | Elena Dragaš                         | Costantino Dragaš        |  |  |       |  |  |                     |  |  |                    |  |
|                      |                      | Elena Dragaš                         | Costantino Dragaš        |  |  |       |  |  |                     |  |  |                    |  |
|                      |                      | Elena Dragaš                         | Eudocia Comnena          |  |  |       |  |  |                     |  |  |                    |  |
| Sofia Paleologa      |                      | Elena Dragaš                         |                          |  |  |       |  |  |                     |  |  |                    |  |
|                      |                      | Centurione II Zaccaria               | Andronico Asen' Zaccaria |  |  |       |  |  |                     |  |  |                    |  |
|                      |                      | Centurione II Zaccaria               | Andronico Asen' Zaccaria |  |  |       |  |  |                     |  |  |                    |  |
|                      |                      | Centurione II Zaccaria               | …                        |  |  |       |  |  |                     |  |  |                    |  |
| Caterina Zaccaria    |                      | Centurione II Zaccaria               |                          |  |  |       |  |  |                     |  |  |                    |  |
|                      |                      | Creusa Tocco                         | Leonardo II Tocco        |  |  |       |  |  |                     |  |  |                    |  |
|                      |                      | Creusa Tocco                         | Leonardo II Tocco        |  |  |       |  |  |                     |  |  |                    |  |
|                      |                      | Creusa Tocco                         | …                        |  |  |       |  |  |                     |  |  |                    |  |
|                      |                      | Creusa Tocco                         |                          |  |  |       |  |  |                     |  |  |                    |  |